# Сарчиха
Сарчиха (в верховье Верхняя Сарчиха) — река в Туруханском районе Красноярского края России. Левый приток Енисея.
Протекает по восточной окраине Западно-Сибирской равнины. Длина — 214 км, площадь водосборного бассейна — 2740 км². Исток реки — в болоте, среди берёзово-еловых лесов, на высоте 272 м.
Ширина реки ниже впадения Нижней Сарчихи — 39 метров, глубина — 0,8 м, дно твёрдое. Скорость течения — 0,5 м/с. Впадает в Енисей в 1422 км от его устья, у урочища Старое зимовье, на высоте 20 м.

## Притоки
- Нижняя Сарчиха — левый, в 12 км;
- Хвойный[4] — левый, в 19 км;
- Каменный — правый, в 34 км;
- Кривой — левый, в 84 км;
- Березовая — правый, в 94 км;
- Каменная — правый, в 108 км;
- Крутая — левый, в 117 км.

## Данные водного реестра
По данным государственного водного реестра России и геоинформационной системы водохозяйственного районирования территории РФ, подготовленной Федеральным агентством водных ресурсов:
- Бассейновый округ — Енисейский;
- Речной бассейн — Енисей;
- Речной подбассейн — Енисей между впадением Подкаменной Тунгуски и Нижней Тунгуски;
- Водохозяйственный участок — Енисей от впадения р. Подкаменная Тунгуска до впадения р. Нижняя Тунгуска.